# Confession publique
La confession publique des fautes est connue dans plusieurs religions, à diverses époques. Elles se pratique dans certaines circonstances.

## Liste des religions qui la pratiquent ou la pratiquèrent
Christianisme :
- Protestantisme
- Catholicisme